# Провозглашение Латвийского государства 18 ноября 1918 года
«Провозглашение Латвийского государства 18 ноября 1918 года» (латыш. Latvijas Republikas pasludināšana 1918. gada 18. novembrī) — фотография В. Ридзениекса, единственное визуальное свидетельство момента провозглашения Латвийской Республики.

## История
Съёмка была произведена 18 ноября 1918 года во Втором городском театре. Крупноформатную фотографию (170 на 120 см) Ридзениекс отпечатал в начале 1920-х годов, выделив с помощью цветной туши главных действующих лиц и красно-бело-красный флаг. Фотография долго время выставлялась в витрине фотомастерской Ридзениекса на улице Вальню.
С приходом советской власти Вилис Ридзениекс спрятал фотографию. После смерти автора фотография хранилась у его вдовы. В начале 1990-х фотография была приобретена за личные средства Гунарсом Янайтисом и передана в Музей истории Риги и мореходства, где выставляется ежегодно в ноябрьские праздники.

## Сюжет
На фотографии изображены 38 членов Народного совета Латвии (отсутствуют председатель совета Янис Чаксте и ещё один член совета). Представители Латышского крестьянского союза стоят слева, ЛСДПР — справа, прочих партий — в центре. На заднем плане расположились прочие участники торжества.
В первом ряду стоят (слева направо): Густавс Земгалс (ЛРДП, 1871—1939), Маргерс Скуениекс (ЛСДПР, 1894—1941), Карлис Улманис (ЛКС, 1877—1942), Иван Петрович Залит (ЛРДП, 1874—1919), Эрастс Бите (ЛДП, 1888—1942), Эмилс Скубикис (ЛПСР, 1875—1944), Станислав Камбала (ЛКП, 1893—1941).
Во втором ряду стоят (слева направо): Ото Нонацс (ЛКС, 1890—1942), Эдмундс Фрейвалдс (ЛКС, 1891—1922), Эрнестс Бауэрс (ЛКС, 1882—1926), Николай Свемпс (ЛКС, 1889—1944), Янис Берзиньш (ЛКС, 1894—19 ?), Янис Акуратерс (ЛНДП, 1876—1937), Микелис Валтерс (ЛКС, 1874—1968), Атис Кениньш (ЛНДП, 1874—1961), Эдуардс Страутниекс (ЛПР, 1886—1946), Сприцис Паэгле (LNP, 1876—1962), Давидс Голтс (ЛДП, 1867—1948), Рудолфс Бенусс (ЛРДП, 1881—1940), Янис Бергсонс (ЛДП, 1881—1960), Карлис Каспарсонс (ЛРДП, 1865—1962), Микелис Бружис (ЛДП, 1868—1941), Андрейс Петревицс (ЛСДПР, 1883—1939), Карлис Куршевицс (ЛСДПР, 1874—1938), Паулс Калныньш (ЛСДПР, 1872—1945), Клара Калныня (ЛСДПР, 1874—1964), Фрицис Мендерс (ЛСДПР, 1885—1971).
В третьем ряду стоят (слева направо): Янис Амперманис (ЛКС, 1889—1942), Вилис Гулбис (ЛКС, 1890—1942), Карлис Ванагс (ЛКС, 1883—1942), Янис Варсбергс (ЛКС, 1879—1961), Петерис Муритис (ЛКС, 1891—1924), Юлийс Целмс (ЛСДПР, 1879—1935), Бруно Калныньш (ЛСДПР, 1899—1990), Эдуардс Траубергс (ЛПСР, 1883—1965), Карлис Албертиньш (ЛПСР, 1889—1925), Аугустс Ранькис (ЛДП, 1875—1937), Артурс Жерс (ЛКС, 1885—1944).